# 垂蕾郁金香
垂蕾郁金香（学名：Tulipa patens）是百合科郁金香属的植物。分布在欧洲、西西伯利亚、中亚地区以及中国大陆的新疆等地，生长于海拔1,400米至2,000米的地区，见于阴坡和灌丛下，目前尚未由人工引种栽培。
种名patens意为伸展的。